# Живага Володимир Миколайович
Володимир Миколайович Живага (14 грудня 1971 — 22 лютого 2016) — міський голова Старобільська Луганської області, був вбитий 22 лютого 2016 року.

## Життєпис
Володимир Миколайович Живага народився 14 грудня 1971 року у селі Бутове Старобільського району.
Обраний міським головою Старобільська на місцевих виборах 25 жовтня 2015 року. Балотувався від «партії мерів, господарників та професіоналів» «Наш край».
Застрелений 22 лютого 2016 року, пробув на посаді мера неповних 4 місяці.
Відомий як генеральний директор сільськогосподарського ТОВ «Сільгоспхімія» та керівник районного рівня.
У 2010 році указом президента Януковича був призначений головою Марківської районної державної адміністрації Луганської області.
На парламентських виборах 2014 року балотувався до ВР як позапартійний самовисуванець по мажоритарному округу № 113 (посів третє місце).
Раніше був депутатом Луганської обласної ради від Партії регіонів та членом виконкому громадського руху «Український вибір» Віктора Медведчука.
У грудні 2013 року Живага виступав на конференції «Українського вибору», де розповідав про переваги федеративного устрою держави. У своїх відеозверненнях на сайті цієї партії критикував українських військових.
Інформація на сайті агенції РБК (липень 2014): "Виключно військовими методами конфлікт на сході України не вирішити: необхідні переговори з участю тих людей, які хочуть і можуть домовитися. Таку думку висловив депутат Луганської облради, член виконкому громадського руху «Український вибір» Володимир Живага у своїй статті на сайті «Українського вибору».

## Убивство
22 лютого 2016 року о 22.00 під час обходу території сторож виявив Володимира Живаго, який лежав на землі у внутрішньому дворі Старобільського міськвиконкому. Помер у кареті швидкої допомоги.
Під час розтину було вилучено 2 кулі калібру 9 мм.
27 лютого луганська поліція затримала підозрюваного у вбивстві Володимира Живаго, це був 22-річний раніше судимий житель Марківського району (Луганська область), який зізнався, що пішов на злочин з корисливих мотивів. Його причетність до вбивства підтверджували знайдені речові докази.
18 квітня 2016 року Нацполіція затримала другого підозрюваного.
За даними слідства, замовник за вбивство пообіцяв виконавцям близько 10 тисяч доларів. Він розробив план убивства, бо добре знав Живагу та його спосіб життя, забезпечив кілерів зброєю і патронами.
29 червня 2017 року Старобільський районний суд засудив убивць Живаги до 15 років ув'язнення
16 квітня 2018 року апеляційний суд переглянув це рішення та частково задовольнив апеляційну скаргу прокурора. Одного зі вбивць мера засуджено до довічного позбавлення волі, другому учаснику злочинної групи вирок залишено без змін. Кримінальне провадження стосовно організатора вбивства виділили в окрему справу, його оголосили в розшук

## Продовження справи
Племінник, Живага Микола Олександрович, народився 5 грудня 1991 року в Луганську. Керівник СТОВ «Агродвір», самовисуванець на виборах 2019 року у народні депутати України.
На позачергових виборах 2017 року на посаду міського голови Старобільська обрана Яна Літвінова, якій Володимир Живага на виборах 2015 року запропонував вперше балотуватися у депутати міської ради. У 2020 переобрана на посаду, з 23 вересня 2022 призначена Президентом головою Старобільської міської військової адміністрації.